# Neovenatòrids
Els neovenatòrids (Neovenatoridae) constitueixen una família de grans dinosaures carnívors. El grup és una branca dels al·losauroïdeus, un gran grup de carnosaures que també inclou ens sinraptòrids, els carcarodontosàurids, i els al·losàurid. Els neovenatòrids són els últims al·losauroïdeus supervivents; almenys un neovenatòrid, l'Orkoraptor, va viure fins a gairebé el final de l'era mesozoica, datant de l'estatge Maastrichtià inferior del Cretaci superior, de fa uns 70 milions d'anys.

## Classificació
El cladograma presentat aquí segueix l'anàlisi de Benson, Carrano i Brusatte de l'any 2010. Another study published later in 2010 also found the Australian theropod Rapator to be a megaraptoran extremely similar to Australovenator.
|  | Australovenator |
|  |                 |
|  | ?Rapator        |
|  |                 |
|  | Fukuiraptor     |
|  |                 |

|  | Aerosteon  |
|  |            |
|  | Megaraptor |
|  |            |

|  | Australovenator |
|  |                 |
|  | ?Rapator        |
|  |                 |
|  | Fukuiraptor     |
|  |                 |

|  | Aerosteon  |
|  |            |
|  | Megaraptor |
|  |            |

|  | Australovenator |
|  |                 |
|  | ?Rapator        |
|  |                 |
|  | Fukuiraptor     |
|  |                 |

|  | Aerosteon  |
|  |            |
|  | Megaraptor |
|  |            |

|  | Australovenator |
|  |                 |
|  | ?Rapator        |
|  |                 |
|  | Fukuiraptor     |
|  |                 |

|  | Aerosteon  |
|  |            |
|  | Megaraptor |
|  |            |

|  | Australovenator |
|  |                 |
|  | ?Rapator        |
|  |                 |
|  | Fukuiraptor     |
|  |                 |

|  | Aerosteon  |
|  |            |
|  | Megaraptor |
|  |            |

|  | Australovenator |
|  |                 |
|  | ?Rapator        |
|  |                 |
|  | Fukuiraptor     |
|  |                 |

|  | Aerosteon  |
|  |            |
|  | Megaraptor |
|  |            |

|  | Australovenator |
|  |                 |
|  | ?Rapator        |
|  |                 |
|  | Fukuiraptor     |
|  |                 |

|  | Aerosteon  |
|  |            |
|  | Megaraptor |
|  |            |

|  | Australovenator |
|  |                 |
|  | ?Rapator        |
|  |                 |
|  | Fukuiraptor     |
|  |                 |

|  | Aerosteon  |
|  |            |
|  | Megaraptor |
|  |            |